# Tumba François
O túmulo de François, cujo nome recebe em homenagem ao seu escavador francês do século XIX, foi encontrada nos arredores de Vulci na Itália. Devido às suas dimensões que possuem 10 câmaras, salão principal além de quantidade considerável de ouro encontrada ali, presumisse que o local pertencesse a uma família rica local.

## Sobre a pintura dos irmãos Vivena

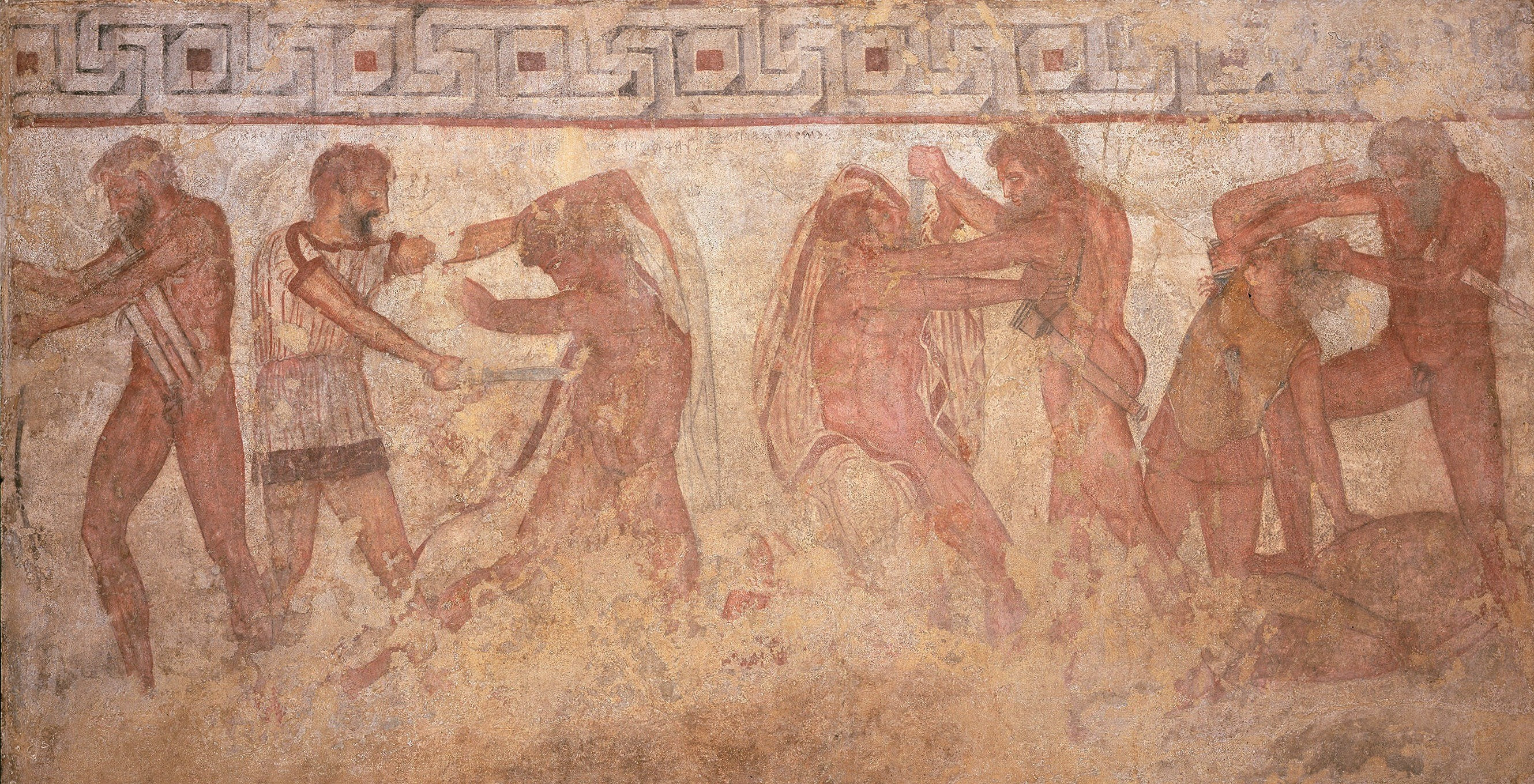
Conflito dos irmãos Vivena e seus amigos contra seus captores.

Grande parte da fama do ambiente se deve a uma pintura que possivelmente remonte ao século IV a.C, que conta uma história mítica Grega da Guerra de Troia.
Em meio a estas lutas locais, uma parte dos combatentes são nomeadas, porém outras por não receberem uma identificação, presumisse que sejam homens da própria região.
Entre os nomes constam os irmãos Vivenna, Mastarna e Gnaeus Tarquinius de Roma. Entretanto, não existem conclusões sobre os acontecimentos registrados na cena, mas é notória a presença de pares de lutadores(Cinco para ser mais exato) onde alguns estão sendo feridos por espadas.
Dentre eles há Gnaus Tarquinius que possivelmente tinha algum envolvimento com os reis Tarquinius romanos, embora os primeiros nomes dos reis não sejam "Gnaus", mas "Lucius". 
Um fato curioso é a presença de um homem chamado de Mastarna que, segundo o Imperador Claudio teria sido um dos nomes do rei romano Servio, constituindo assim no registro histórico mais antigo sobre algum personagem da história romana primordial.
Na extrema esquerda da pintura Mastarna corta com uma espada as amarras do pulso de Célio Vivenal.
Uma das possíveis explicações do contexto ao qual a obra se refere seja uma aventura local na qual os irmãos Vivena e seus amigos foram presos, tomados às vestes e amarrados por seus inimigos. Conseguindo escapar e ferir seus capturares.
1. ↑  Página 115 e lâmina 7 do livro S.P.Q.R de Mary Beard, segunda edição da publicadora Planeta de Livros Brasil ao selo crítica.